# Gerersdorf (Dolna Austria)
Gerersdorf – gmina w Austrii, w kraju związkowym Dolna Austria, w powiecie St. Pölten-Land. Według Austriackiego Urzędu Statystycznego liczyła 909 mieszkańców (1 stycznia 2014).